# Prostanthera campbellii
Prostanthera campbellii là một loài thực vật có hoa trong họ Hoa môi. Loài này được F.Muell. miêu tả khoa học đầu tiên năm 1882. Đây là loài đặc hữu phía tây nam của Tây Úc. Nó là một loại cây bụi mọc thẳng với những chiếc lá thẳng và chùm hoa gồm từ hai đến mười sáu bông màu trắng đến màu kem với những đường vân màu tím.